# Strawberry Panic!
Strawberry Panic! (tiếng Nhật: ストロベリー・パニック!) khởi đầu là một số truyện ngắn của được viết bởi tác giả Kimino Sakurako, tranh do họa sĩ Takumi Namuchi vẽ.
Truyện thuộc thể loại yuri, kể về những nữ sinh của một học viện dành riêng cho nữ, và tình yêu giữa các cô. Strawberry Panic! nhanh chóng trở nên nổi tiếng, và được chuyển thành manga, anime, và game.
Anime Strawberry Panic được sản xuất bởi hãng Madhouse, chiếu vào tháng 4 đến tháng 9 năm 2006; và game visual novel được phát hành tháng 8 cùng năm, được đánh giá là dành cho mọi trẻ em trên 12 tuổi. Tháng 6 năm 2007, anime Strawberry Panic đã được đăng ký bản quyền ở Mỹ bởi hãng Media Blasters.

## Bối cảnh
Câu chuyện diễn ra ở đồi Astrea, nơi đặt 3 ngôi trường nữ trung học, nơi mà con trai không được đặt chân vào. 3 ngôi trường tuy riêng biệt nhưng có chung khuôn viên, thư viện, và một ký túc xá được đặt tên là "dâu tây" (Strawberry Dorms).

### Miator

Phù hiệu Miator.

- Lịch sử: Trường thánh Miator là ngôi trường cổ xưa nhất trong bộ 3, và có nội qui rất nghiêm ngặt.
- Lớp học: Các lớp học được đặt tên theo thiên nhiên như "hoa", "tuyết", "Mặt Trăng", v v.
- Đồng phục: Các nữ sinh của trường mặc những chiếc áo đầm dài màu đen vào mùa đông, váy và áo ngắn tay vào mùa hè.
- Phụ khoa: Các nữ sinh của trường phải học những cách cư xử như đi đứng, chào hỏi, cắm hoa, làm bánh, và khiêu vũ.
- Đặc điểm riêng: Ngoài ra, học sinh lớp nhỏ phải dọn phòng cho các chị để học hỏi.

### Spica

Phù hiệu Spica.

- Lịch sử: Trường thánh Spica là ngôi trường cổ thứ 2, và luôn cạnh tranh quyết liệt với Miator.
- Lớp học: Các lớp học được đặt tên theo chữ số tiếng Pháp như "un", "deux", "trois", v v.
- Đồng phục: Các nữ sinh của trường này mặc quần áo toàn trắng.
- Phụ khoa: Các hoạt động ngoại khoá của trường chủ yếu tập trung vào thể thao như cưỡi ngựa, tennis.
- Đặc điểm riêng: Dàn đồng ca của trường thánh Spica rất nổi tiếng.

### Lulim

Phù hiệu Lulim.

- Lịch sử: Trường thánh Lulim là ngôi trường mới nhất, trông hiện đại, trẻ trung và rực rỡ.
- Lớp học: Các lớp học được đặt tên theo chữ cái A, B, C, v.v.
- Đồng phục: Các nữ sinh của trường mặc đồng phục thủy thủ đặc trưng của nữ sinh Nhật, có màu hồng.
- Phụ khoa: Học sinh ở đây không bị ép buộc gì hết, và muốn tham gia câu lạc bộ nào thì tuỳ ý.
- Đặc điểm riêng: Học sinh trường này lo chơi nhiều hơn là yêu nhau.

### Etoile
Khoảng 3 năm một lần, học sinh tất cả các trường sẽ bầu chọn ra hai người làm đại diên cho cả ba trường, gọi là Etoile (tiếng Pháp Étoile có nghĩa là "Ngôi Sao"). Cặp Etoile này sẽ đeo mỗi người một hạt ngọc, đỏ và xanh, và phải tham gia các sự kiện lớn nhỏ của các trường, cũng như lo việc giấy tờ. Nhưng hiện nay chỉ có một Etoile là duy nhất là Shizuma Hanazono.

## Nhân vật

(Từ trái sang phải) Hàng trên: Kagome, Remon, Chiyo, Chikaru. Hàng giữa: Tamao, Nagisa, Shizuma, Tsubomi. Hàng cuối: Yaya, Kizuna, Hikari, Amane.

Nhân vật chính của anime là Nagisa, một nữ sinh mới chuyển trường đến học ở Miator. Ngay từ buổi đầu mới vào trong trường, Nagisa bị lạc trong rừng và gặp Shizuma, người khiến cô nàng phải choáng ngợp. Sau đó Nagisa gặp Tamao, bạn chung phòng, và tiếp đến là Chiyo, học sinh lớp dưới cũng rất hâm mộ cô.
Chuyện còn xoay quanh Hikari, một nữ sinh của trường Spica, và chuyện tình cảm của cô này với Yaya, bạn cùng phòng, và Amane, "công chúa cưỡi bạch mã" được nhiều cô trong trường hâm mộ.
Ngoài ra còn nhiều nhân vật phụ như Miyuki, Chủ tịch Hội học sinh trường Miator và Chikaru, người cùng chức vụ của trường Lulim. Tsubomi là cô bé cùng dàn thánh ca với Hikari và Yaya, Kagome thường ôm theo gấu nhồi bông và chỉ nói chuyện với mỗi con gấu. Remon và Kizuna là một cặp ồn ào hay đi chung với Chikaru. Kaori là người yêu cũ của Shizuma và là Etoile đã chết. Cả bộ phim này hoàn toàn không có một nhân vật nam nào cả.

## Trường Miator

### Nagisa
- Tên: Aoi Nagisa
- Seiyuu: Nakahara Mai
- Tuổi: 15
- Màu tóc: Đỏ
- Lớp: Mặt Trăng
- Năm học: Năm thứ tư
- Tiểu sử: Nagisa là học sinh mới chuyển trường đến Miator. Cha mẹ cô phải đi làm việc ở nước ngoài nên Nagisa chuyển đến học tại trường nội trú dành cho nữ, nơi mà dì của cô đã từng theo học. Đặc điểm nổi bật của Nagisa là tham ăn và nhát gan nhưng cô rất tốt bụng, nhiệt tình giúp đỡ người khác.

### Tamao
- Tên: Suzumi Tamao
- Seiyuu: Shimizu Ai
- Tuổi: 15
- Màu tóc: Xanh
- Lớp: Mặt Trăng
- Năm học: Năm thứ tư
- Tiểu sử: Tamao đã phải ở một mình trong phòng đôi của ký túc xá những năm học trước. Cô luôn chờ đợi người sẽ trở thành bạn cùng phòng với mình. Tamao thích làm thơ và là thành viên câu lạc bộ văn chương, cô còn học giỏi nhiều môn khác và được học sinh lớp dưới ngưỡng mộ.

### Shizuma
- Tên: Hanazono Shizuma
- Seiyuu: Nabatame Hitomi
- Tuổi: 17
- Màu tóc: Bạch kim
- Lớp: Tuyết
- Năm học: Năm thứ sáu
- Tiểu sử: Shizuma là đương kim Etoile của 3 trường Astrea Hill. Cô được mọi người yêu thích và kính nể. Nhưng mọi người đồn rằng Shizuma không thể yêu cô nào quá 1 tháng, và Etoile này thường xuyên trốn làm việc để chạy đi chơi. Bạn thân của Shizuma là Rokujō Miyuki luôn phải kềm chế và để mắt tới cô.

### Miyuki
- Tên: Rokujō Miyuki
- Seiyuu: Junko Noda
- Tuổi: 17
- Màu tóc: Xanh đen
- Lớp: Tuyết
- Năm học: Năm thứ sáu
- Tiểu sử: Miyuki là Chủ tịch Hội học sinh trường Miator và là bạn thân của Shizuma, cô quản lý các công việc ở trường và cả Shizuma. Bề ngoài Miyuki tỏ ra cứng rắn và lạnh lùng nhưng kì thực lại là người khá nhạy cảm (Shizuma thường nói Miyuki là cô bé khóc nhè.)

### Chiyo
- Tên: Tsukidate Chiyo
- Seiyuu: Saitō Chiwa
- Tuổi: 12
- Màu tóc: Xanh đen
- Lớp: Hoa
- Năm học: Năm thứ nhất
- Tiểu sử: Chiyo là học sinh lớp dưới mới vào trường, làm việc trong thư viện Astraea. Khi tham gia bốc thăm làm "dọn phòng" cho các chị lớp trên, Chiyo chọn trúng phòng của Nagisa và Tamao. Chiyo có vẻ nhút nhát và cô bé dường như rất hâm mộ Nagisa.

### Kaori
- Tên: Sakuragi Kaori
- Seiyuu: Iwamura Kotomi
- Tuổi: 14 (tính tới lúc đã chết)
- Màu tóc: Đen
- Tiểu sử: 3 năm trước Kaori là học sinh năm 1 mới vào trường, được chuyển đến ở phòng của Shizuma và Miyuki, thể chất yếu đuối bẩm sinh. Sau đó Kaori và Shizuma yêu nhau và 2 năm sau trở thành Etoile khi thời gian sống của cô chỉ còn 3 tháng. Sau khi Kaori ra đi, Shizuma trở nên sống khép kín và khó có thể yêu một ai khác, cho đến khi gặp Nagisa.

## Trường Spica

### Amane
- Tên: Ōotori Amane
- Seiyuu: Kaida Yuko
- Tuổi: 16
- Màu tóc: Xanh
- Lớp: Trois
- Năm học: Năm thứ năm
- Tiểu sử: Amane là nữ sinh rất nổi tiếng của trường Spica, được nhiều hâm mộ. Cô cưỡi trên một con ngựa trắng tên là "StarBride".Amane thật ra là một người ít hòa đồng và e thẹn.Mọi người ở Spica cả Miator và Lulim đều muốn cô trở thành Etoile tiếp theo nhưng cô này thật sự không muốn nếu không phải vì Hikari Konohana.

Khu ký túc xá.

### Hikari
- Tên: Konohana Hikari
- Seiyuu: Matsuki Miyu
- Tuổi: 14
- Màu tóc: Vàng nhạt
- Lớp: Un
- Năm học: Năm thứ ba
- Tiểu sử: Hikari là một cô gái yếu đuối mới chuyển tới trường Spica không lâu. Cô kết bạn với Yaya, bạn cùng phòng và trong cùng dàn thánh ca. Hikari gặp Amane và có "tình yêu sét đánh" với cô.

### Yaya
- Tên: Nanto Yaya
- Seiyuu: Natsuko Kuwatani
- Tuổi: 14
- Màu tóc: Đen
- Lớp: Un
- Năm học: Năm thứ ba
- Tiểu sử: Yaya là bạn cùng phòng của Hikari. Cô là giọng chủ đạo của dàn thánh ca Spica, chính Yaya là người phát hiện ra giọng ca của Hikari và mời cô tham gia vào dàn thánh ca của trường. Yaya thích Hikari, nhưng cô biết Hikari yêu Amane nên không bày tỏ với Hikari.

### Tsubomi
- Tên: Okuwaka Tsubomi
- Seiyuu: Sakura Nogawa
- Tuổi: 12
- Màu tóc: Hồng
- Lớp: Deux
- Năm học: Năm thứ nhất
- Tiểu sử: Tsubomi tuy là học sinh năm thứ nhất nhưng lại có vẻ bề ngoài khá chững chạc, cô bé là thành viên mới của dàn thánh ca. Tsubomi hay nói những lời không đúng với suy nghĩ thật sự của mình và cô hay bị bạn bè trêu là "Chẳng thành thật với chính mình gì cả". Tsubomi có tình cảm với Yaya nhưng do tính không thành thật của mình, cô thường cãi vã với Yaya nhiều hơn là nói những lời dịu dàng.

### Tōmori
- Tên: Tōmori Shion
- Seiyuu: Hyousei
- Tuổi: 17
- Màu tóc: Vàng nhạt
- Lớp: Deux
- Năm học: Năm thứ sáu
- Tiểu sử: Tōmori là Chủ tịch Hội học sinh trường Spica, luôn tỏ ra đối địch với Miyuki. Ước mơ của cô là được thấy học sinh trường Spica trở thành Etoile và cô luôn tìm cách thuyết phục - ép buộc Amane phải tham gia tranh cử Etoile.

### Kaname
- Tên: Kenjō Kaname
- Seiyuu: Sayaka Kinoshita
- Tuổi: 16
- Màu tóc: Xanh đen
- Lớp: Deux
- Năm học: Năm thứ năm
- Tiểu sử: Kaname là thành viên của Hội học sinh trường Spica, cô muốn tham gia tranh cử Etoile nhưng Chủ tịch Hội học sinh Tōmori hoàn toàn không quan tâm. Kaname thường xuyên dùng thủ đoạn để gây khó dễ cho Amane.

### Momomi
- Tên: Kiyashiki Momomi
- Seiyuu: Saori Goto
- Tuổi: 16
- Màu tóc: Hạt dẻ
- Lớp: Un
- Năm học: Năm thứ năm
- Tiểu sử: Momomi cũng là thành viên của Hội học sinh, là bạn cùng phòng và là một cặp với Kaname. Tuy hai người là một cặp, nhưng dường như Kaname có chút tình cảm đặc biệt với Amane.

## Trường Lulim

### Chikaru
- Tên: Minamoto Chikaru
- Seiyuu: Nakajima Saki
- Tuổi: 16
- Màu tóc: Đen
- Lớp: A
- Năm học: Năm thứ năm
- Tiểu sử: Chikaru là Chủ tịch Hội học sinh trường Lulim kiêm chủ tịch vô số câu lạc bộ nhảm nhí mà cô lập nên (CLB hóa trang, CLB thám tử, CLB nấu ăn...). So với hai Chủ tịch Hội học sinh còn lại, Chikaru tỏ ra vui tính và thân thiện hơn hẳn, cô là một cô gái mạnh mẽ, thông minh và rất dễ thương, sẵn sàng giúp đỡ mọi người từ những việc rất nhỏ.

### Kizuna
- Tên: Hyuga Kizuna
- Seiyuu: Shimizu Ai
- Tuổi: 13
- Màu tóc: Da cam
- Lớp: B
- Năm học: Năm thứ hai
- Tiểu sử: Kizuna là cô bé hiếu động, vô tư hồn nhiên. Cô thân với Chikaru, thường xuyên đi theo Chikaru, tham gia các câu lạc bộ mà Chikaru lập ra, làm theo những gì Chikaru bảo. Cũng như Chikaru, Kizuna rất nhiệt tình giúp đỡ người khác.

### Remon
- Tên: Natsume Remon
- Seiyuu: Ui Miyazaki
- Tuổi: 13
- Màu tóc: Xanh lá cây
- Lớp: B
- Năm học: Năm thứ hai
- Tiểu sử: Remon có tính cách giống với Kizuna, nhưng chững chạc hơn một chút. Remon là bạn thân của Kizuna, cô và Kizuna là một cặp ồn ào hay đi cùng với Chikaru.

### Kagome
- Tên: Byakudan Kagome
- Seiyuu: Yukari Fukui
- Tuổi: 12
- Màu tóc: Vàng nhạt
- Lớp: C
- Năm học: Năm thứ nhất
- Tiểu sử: Kagome rất ít nói, cô có một con gấu bông tên là Oshibaru và lúc nào cũng chỉ trò chuyện với con gấu. Kagome tỏ ra không mấy để tâm đến mọi người xung quanh nhưng thực ra cô lại khá tinh ý và sâu sắc.

Bìa trò chơi Strawberry Panic! dành cho hệ máy PS2.

## Tập phim
- Tập 01: "Sakura no oka" (Đồi hoa anh đào). Nagisa chuyển tới học tại trường Miator và gặp Shizuma cùng các bạn khác.
- Tập 02: "Etowāru" (Etoile). Nagisa gặp Shizuma nhiều lần và lần nào cũng bị *choáng*:) Tamao làm thơ. Etoile-sama Shizuma trốn việc bỏ đi chơi.
- Tập 03: "Yaneura" (Nhà vòm). Các bạn dẫn Nagisa đi du lịch quanh trường. Chikaru làm hướng dẫn viên du lịch. Etoile-sama Shizuma tiếp tục trốn việc bỏ đi chơi.
- Tập 04: "Hakuba no kimi" (Công chúa cưỡi bạch mã). Hikari gặp "công chúa cưỡi bạch mã" Amane. Sau đó may mắn được Amane để ý đến.
- Tập 05: "Imoutotachi" (Em gái). Chiyo bốc thăm trúng phòng của Nagisa và Tamao. Cô bé bắt đầu đi phá phòng của Nagisa.
- Tập 06: "Onshitsu" (Nhà kính). Nagisa không biết tham gia câu lạc bộ nào cả, đi tưới cây giúp Etoile-sama.
- Tập 07: "Ibara no wana" (Bẫy gai). Hikari và Amane hẹn hò.
- Tập 08: "Ajisai" (Hoa). Nagisa cho Kagome mượn dù. Kagome muốn đem trả nhưng không biết Nagisa là ai hết. Chikaru làm thám tử.
- Tập 09: "Kioku" (Kỷ niệm). Nagisa và Tamao đi tìm "7 điều bí mật" của ký túc xá Dâu tây
- Tập 10: "Kojin kyoju" (Học kèm). Nagisa dốt tiếng Pháp, được Shizuma đạy kèm. Nagisa bắt đầu ấn tượng Shizuma. Tamao bắt đầu thấy bất ổn.
- Tập 11: "Ryuuseiu" (Mưa sao băng). Nagisa và các bạn đi chơi hè, nhưng nhớ Shizuma vì cô ta phải làm việc của Etoile không đi được.
- Tập 12: "Natsujikan" (Nghỉ hè). Mọi người về thăm nhà hết, Shizuma âm mưu ecchi với Nagisa.
- Tập 13: "Shiosai" (Sóng xô bờ). Hikari đi chơi với Amane. Yaya ghen.
- Tập 14: "Shinyuu ijou" (Trên cả tình bạn). Hikari nghỉ chơi với Yaya.
- Tập 15: "Hiroin" (Heroine). Chikaru được đóng vai chính trong vở kịch của trường. Shizuma đóng vai phụ. Nagisa ở hậu trường.
- Tập 16: "Butaiura" (Hậu trường). Vở kịch được trình diễn, có ai đó phá hoại gót giày của Amane.Chikaru vì đỡ Amane nên bị té. Nagisa được đóng thế, diễn chung với Shizuma.
- Tập 17: "Himitsu" (Bí mật). Nagisa muốn biết tại sao Shizuma là Etoile duy nhất. Người kia đâu?
- Tập 18: "Ai no arashi" (Bão tình). Nagisa đến nhà Shizuma chơi, tối trời mưa không về được. Shizuma định kể về Etoile đã chết.
- Tập 19: "Rifurein" (Kiềm chế). Miyuki kể cho Nagisa nghe tất cả về Etoile đã chết.
- Tập 20: "Kokuhaku" (Tỏ tình).Nagisa suy sụp. Tamao nhân cơ hội tỏ tình với Nagisa.
- Tập 21: "Hana no youni" (Như một bông hoa). Shizuma sắp ra trường và hết nhiệm kỳ làm Etoile
- Tập 22: "Kettou" (Đấu tay đôi). Chuẩn bị bầu cặp Etoile mới.
- Tập 23: "Meiro" (Mê cung). Miyuki bắt Tamao và Nagisa đăng ký làm Etoile thay mặt trường Miator.
- Tập 24: "Unmei no wa" (Số phận). Amane ngã ngựa bị mất trí tạm thời. Miyuki dạy Tamao và Nagisa tập khiêu vũ.
- Tập 25: "Enbukyoku" (Điệu Van). Shizuma thay Miyuki dạy Tamao và Nagisa tập khiêu vũ. Amane nhớ lại là mình yêu Hikari.
- Tập 26: "Hajimari" (Sự khởi đầu). Cặp Tamao/Nagisa và Amane/Hikari tranh nhau chức Etoile. Trong buổi lễ, Shizuma xông vào cướp mất Nagisa và bỏ chạy. Fin.

## Bài hát trong anime
Mở đầu: 
1. "Shoujo Meiro de Tsukamaete" do Misato Aki thể hiện (Tập 1-13)
"Kuchibiru Daydream" do Aki Misato thể hiện (Tập 14-26)

Kết thúc: 
1. "Himitsu Dolls" do Nakahara Mai và Shimizu Ai thể hiện (Tập 1-13)
"Ichigo Tsumi Monogatari" do Nakahara Mai và Shimizu Ai thể hiện (Tập 14-25)
"Shoujo Meiro de Tsukamaete" do Misato Aki thể hiện (Tập 26)